# Tideford
Tideford – wieś w Anglii, w Kornwalii. Leży 93 km na wschód od miasta Penzance i 319 km na zachód od Londynu. W 2001 miejscowość liczyła 325 mieszkańców.